# 4527 Schoenberg
4527 Schoenberg (1982 OK) là một tiểu hành tinh vành đai chính được phát hiện ngày 24 tháng 7 năm 1982 bởi E. Bowell ở Flagstaff.